# オリンピックのモンテネグロ選手団
オリンピックのモンテネグロ選手団（オリンピックのモンテネグロせんしゅだん）は、モンテネグロのオリンピック選手団。
モンテネグロは1918年にユーゴスラビアに編入されるまでオリンピック出場経験がなく、1920年アントワープオリンピックにユーゴスラビアとして初参加した。1990年代になるとユーゴスラビア紛争が起き、クロアチアやスロベニアなどが相次いで独立したが、モンテネグロはセルビアとともにユーゴスラビアに残り、2002年ソルトレークシティオリンピックまでユーゴスラビアとしてオリンピックに参加していた（ただし不参加の回や独立選手としての参加だった回がある。詳細はオリンピックのユーゴスラビア選手団参照）。
2003年、国名がセルビア・モンテネグロと改称され、2004年アテネオリンピックと2006年トリノオリンピックにはセルビア・モンテネグロ選手団として参加。
2006年にモンテネグロはセルビアから88年ぶりに独立し、2008年北京オリンピックで初めて単独でオリンピックに参加した。冬季オリンピックでは2010年バンクーバーオリンピックが初参加である。2012年ロンドンオリンピックでは初めてメダルを獲得した。

## メダル獲得数一覧

### 夏季オリンピック
| 大会名                           | 金                             | 銀                             | 銅                             | 計                             |
| 1920 アントワープから1988 ソウル | ユーゴスラビアでの参加         | ユーゴスラビアでの参加         | ユーゴスラビアでの参加         | ユーゴスラビアでの参加         |
| 1992 バルセロナ                  | 独立参加での参加               | 独立参加での参加               | 独立参加での参加               | 独立参加での参加               |
| 1996 アトランタ                  | ユーゴスラビアでの参加         | ユーゴスラビアでの参加         | ユーゴスラビアでの参加         | ユーゴスラビアでの参加         |
| 2000 シドニー                    | ユーゴスラビアでの参加         | ユーゴスラビアでの参加         | ユーゴスラビアでの参加         | ユーゴスラビアでの参加         |
| 2004 アテネ                      | セルビア・モンテネグロでの参加 | セルビア・モンテネグロでの参加 | セルビア・モンテネグロでの参加 | セルビア・モンテネグロでの参加 |
| 2008 北京                        | 0                              | 0                              | 0                              | 0                              |
| 2012 ロンドン                    | 0                              | 1                              | 0                              | 1                              |
| 2016 リオデジャネイロ            | 0                              | 0                              | 0                              | 0                              |
| 2020 東京                        | 0                              | 0                              | 0                              | 0                              |
| 2024 パリ                        | 0                              | 0                              | 0                              | 0                              |
| 合計                             | 0                              | 1                              | 0                              | 1                              |

### 冬季オリンピック
| 大会名                                     | 金                                                  | 銀                                                  | 銅                                                  | 計                                                  |
| 1924 シャモニーから2002 ソルトレークシティ | ユーゴスラビアでの参加 （1932, 1960, 1994は不参加） | ユーゴスラビアでの参加 （1932, 1960, 1994は不参加） | ユーゴスラビアでの参加 （1932, 1960, 1994は不参加） | ユーゴスラビアでの参加 （1932, 1960, 1994は不参加） |
| 2006 トリノ                                | セルビア・モンテネグロでの参加                      | セルビア・モンテネグロでの参加                      | セルビア・モンテネグロでの参加                      | セルビア・モンテネグロでの参加                      |
| 2010 バンクーバー                          | 0                                                   | 0                                                   | 0                                                   | 0                                                   |
| 2014 ソチ                                  | 0                                                   | 0                                                   | 0                                                   | 0                                                   |
| 2018 平昌                                  | 0                                                   | 0                                                   | 0                                                   | 0                                                   |
| 2022 北京                                  | 0                                                   | 0                                                   | 0                                                   | 0                                                   |
| 合計                                       | 0                                                   | 0                                                   | 0                                                   | 0                                                   |

### 夏季オリンピック競技別
| 競技           | 金 | 銀 | 銅 | 計 |
| -------------- | -- | -- | -- | -- |
| ハンドボール   | 0  | 1  | 0  | 1  |
| 計 (競技数: 1) | 0  | 1  | 0  | 1  |